# Rémi Mulumba
Rémi Mulumba (ur. 2 listopada 1992 w Abbeville) – piłkarz z Demokratycznej Republiki Konga grający na pozycji środkowego pomocnika. Od 2021 jest piłkarzem klubu Bandırmaspor.

## Kariera piłkarska
Swoją karierę piłkarską Mulumba rozpoczął w 1998 roku w SC Abbeville. W 2006 roku podjął treningi w szkółce Amiens SC. W 2009 roku awansował do pierwszego zespołu. 7 maja 2010 zadebiutował w nim w trzeciej lidze francuskiej w przegranym 0:2 wyjazdowym meczu z Aviron Bayonnais FC.
Latem 2010 roku Mulumba został zawodnikiem FC Lorient. W Lorient w Ligue 1 zadebiutował 29 stycznia 2011 roku w wygranym 2:0 domowym meczu ze Stade Brestois 29. W Lorient częściej grał w rezerwach niż w pierwszym zespole.
W 2013 roku Mulumba został wypożyczony do drugoligowego Dijon FCO. Swój debiut w Dijon zaliczył 18 stycznia 2013 w przegranym 1:3 wyjazdowym meczu z Tours FC. Latem 2013 przedłużono jego wypożyczenie do Dijon o kolejny rok.
Latem 2014 roku Mulumbę wypożyczono z Lorient do AJ Auxerre. W Auxerre zadebiutował 15 września 2014 w wygranym 2:1 wyjazdowym meczu z Troyes AC. W Auxerre spędził rok i w 2015 roku wrócił do Lorient.
W 2016 roku Mulumba został piłkarzem Gazélec Ajaccio. Swój debiut w nim w Ligue 2 zaliczył 29 lipca 2016 w domowym meczu ze Stade Brestois 29 (0:0).
Na początku 2018 roku Mulumba przeszedł do belgijskiego KAS Eupen, w którym zadebiutował 27 stycznia 2018 w zremisowanym 0:0 wyjazdowym meczu z KV Kortrijk.
W latach 2019–2020 Mulumba grał w LB Châteauroux.
| Sezon   | Klub            | Kraj    | Rozgrywki            | Mecze | Gole |
| ------- | --------------- | ------- | -------------------- | ----- | ---- |
| 2009/10 | Amiens SC       | Francja | Championnat National | 3     | 0    |
| 2010/11 | FC Lorient      | Francja | Ligue 1              | 1     | 0    |
| 2010/11 | FC Lorient B    | Francja | CFA                  | 18    | 1    |
| 2011/12 | FC Lorient      | Francja | Ligue 1              | 8     | 0    |
| 2011/12 | FC Lorient B    | Francja | CFA                  | 15    | 2    |
| 2012/13 | FC Lorient      | Francja | Ligue 1              | 2     | 0    |
| 2012/13 | FC Lorient B    | Francja | CFA                  | 6     | 2    |
| 2012/13 | Dijon FCO       | Francja | Ligue 2              | 14    | 0    |
| 2013/14 | Dijon FCO       | Francja | Ligue 2              | 18    | 0    |
| 2014/15 | AJ Auxerre      | Francja | Ligue 2              | 29    | 2    |
| 2015/16 | FC Lorient      | Francja | Ligue 1              | 6     | 0    |
| 2015/16 | FC Lorient B    | Francja | CFA                  | 9     | 2    |
| 2016/17 | Gazélec Ajaccio | Francja | Ligue 2              | 26    | 1    |
| 2017/18 | Gazélec Ajaccio | Francja | Ligue 2              | 12    | 0    |
| 2017/18 | KAS Eupen       | Belgia  | Eerste klasse A      | 12    | 0    |
| 2018/19 | KAS Eupen       | Belgia  | Eerste klasse A      | 19    | 0    |
| 2019/20 | LB Châteauroux  | Francja | Ligue 2              | 12    | 0    |
| 2020/21 | LB Châteauroux  | Francja | Ligue 2              | 12    | 0    |

## Kariera reprezentacyjna
Mulumba grał w młodzieżowych reprezentacjach Francji na różnych szczeblach wiekowych. W reprezentacji Demokratycznej Republiki Konga zadebiutował 8 października 2015 roku w wygranym 2:0 towarzyskim meczu z Nigerią. W 2017 roku został powołany do kadry na Puchar Narodów Afryki 2017.